# Тхопхутхау

Тхопхутхау (тайск. ผู้เฒ่า, пхутхау - «старик») — тхо, 18-я буква тайского алфавита, встречается редко, одна из четырёх букв «тхо» нижнего класса аксонтамкху, имеющих одинаковые правила произношения, но разделённые орфографической традицией, в лаосском алфавите группа этих букв объединена в букву тхотхунг (флаг). По традиции относится к аксонтамкху (парная нижнего класса). 
В сингальском пали соответствует букве махапрана даянна мурддхаджа, в бирманском пали соответствует букве дайейхмоу. В кхмерском пали проецируется на тхо веак тыбэй.
На клавиатуре проецируется на клавишу Б.